# Campeonato Uruguaio de Futebol de 1932
O Campeonato Uruguaio de Futebol de 1932 foi a 1ª edição da era profissional do Campeonato Uruguaio. O torneio consistiu em uma competição com três turnos, no sistema de todos contra todos. O campeão foi o Peñarol.

## Classificação[2]
| Pos | Equipe               | Pts | J  | V  | E | D  | GP | GC | SG  |
| --- | -------------------- | --- | -- | -- | - | -- | -- | -- | --- |
| 1°  | Peñarol              | 40  | 27 | 17 | 6 | 4  | 54 | 26 | 28  |
| 2°  | Rampla Juniors       | 35  | 27 | 14 | 7 | 6  | 66 | 32 | 34  |
| 3°  | Nacional             | 32  | 27 | 13 | 6 | 8  | 49 | 34 | 15  |
| 4°  | Defensor             | 31  | 27 | 12 | 7 | 8  | 51 | 41 | 10  |
| 5°  | Montevideo Wanderers | 30  | 27 | 12 | 6 | 9  | 33 | 31 | 2   |
| 6°  | River Plate          | 27  | 27 | 12 | 3 | 12 | 37 | 42 | -5  |
| 7°  | Central              | 24  | 27 | 9  | 6 | 12 | 32 | 46 | -14 |
| 8°  | Bella Vista          | 23  | 27 | 8  | 7 | 12 | 30 | 35 | -5  |
| 9°  | Sud América          | 20  | 27 | 7  | 6 | 14 | 28 | 47 | -19 |
| 10° | Racing               | 8   | 27 | 2  | 4 | 21 | 17 | 63 | -46 |

|  | Campeão. |

| Campeonato Uruguaio de 1932  |
| ---------------------------- |
| Peñarol Campeão (12º título) |